# Tephroseris
 Tephroseris  (Rchb.) Rchb., 1841 è un genere di piante angiosperme dicotiledoni della famiglia delle Asteraceae (sottofamiglia Asteroideae).

## Etimologia
Il nome del genere (Tephroseris) potrebbe derivare dal termine greco ”tephros” (= color della cenere) in riferimento alle foglie un po' tomentose e un po' ragnatelose e spesso grigiastre.

Il nome scientifico è stato proposto dal botanico, ornitologo e illustratore tedesco Ludwig Reichenbach (1793 – 1879) nella pubblicazione ”Deutsche Botaniker... Erster Band. Das Herbarienbuch: Erklärung des natürlichen Pflanzensystems, systematische Aufzählung, Synonymik und Register der bis jetzt bekannten Pflanzengattungen ... / herausg von H.G. Ludwig Reichenbach. Dresden” Leipzig 1842.

## Descrizione

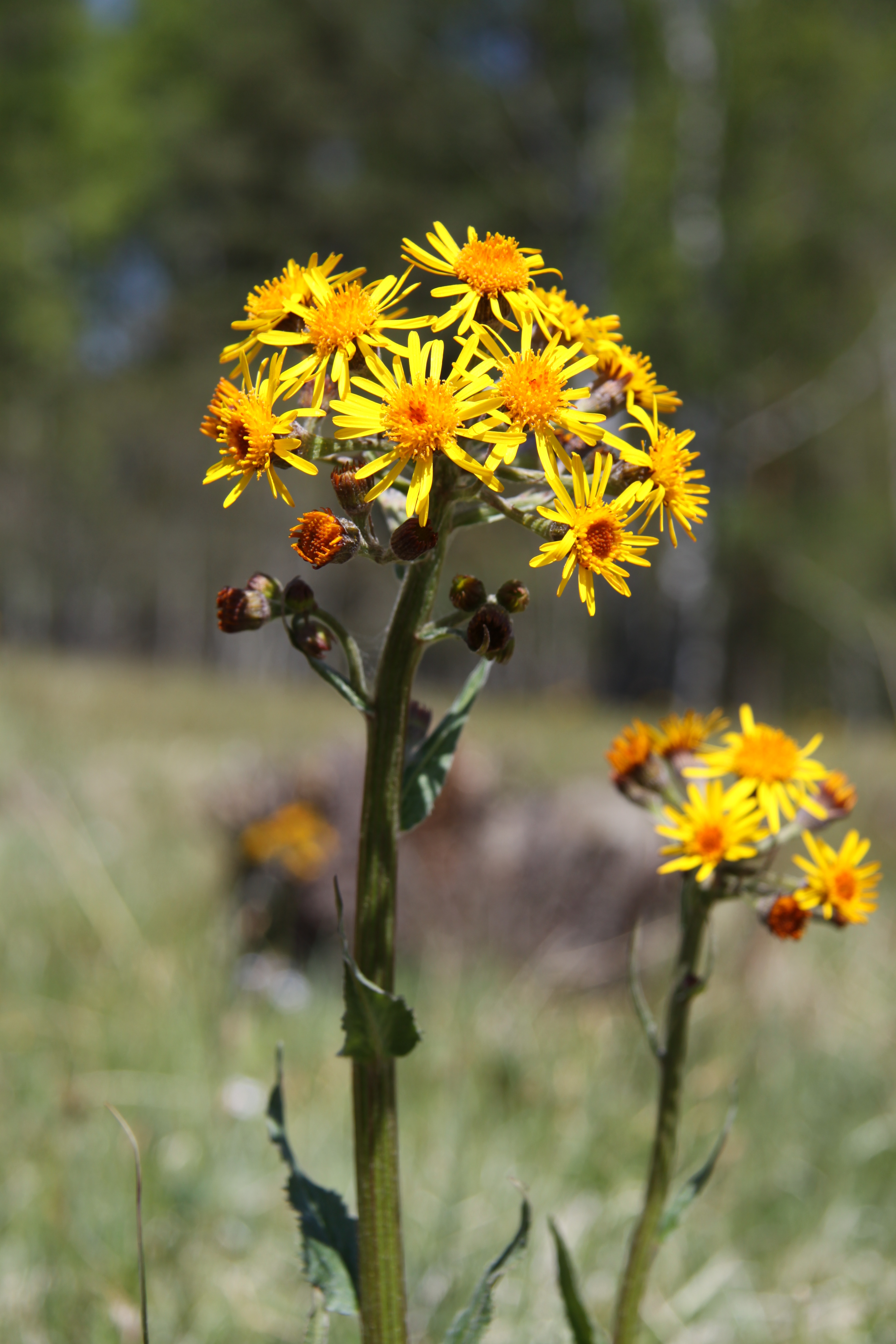
Il portamento di Tephroseris crispa

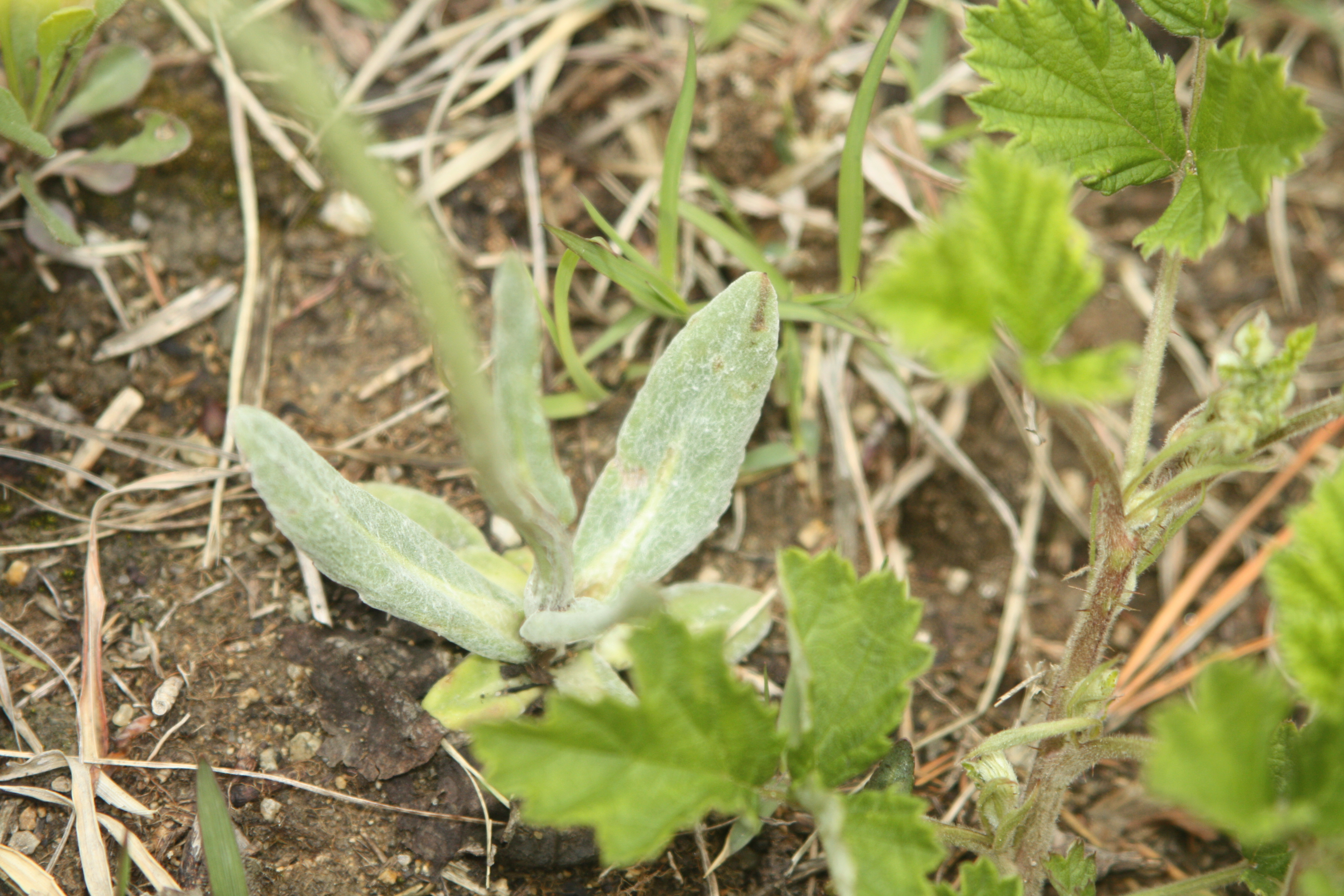
Rosetta basale di Tephroseris kirilowii

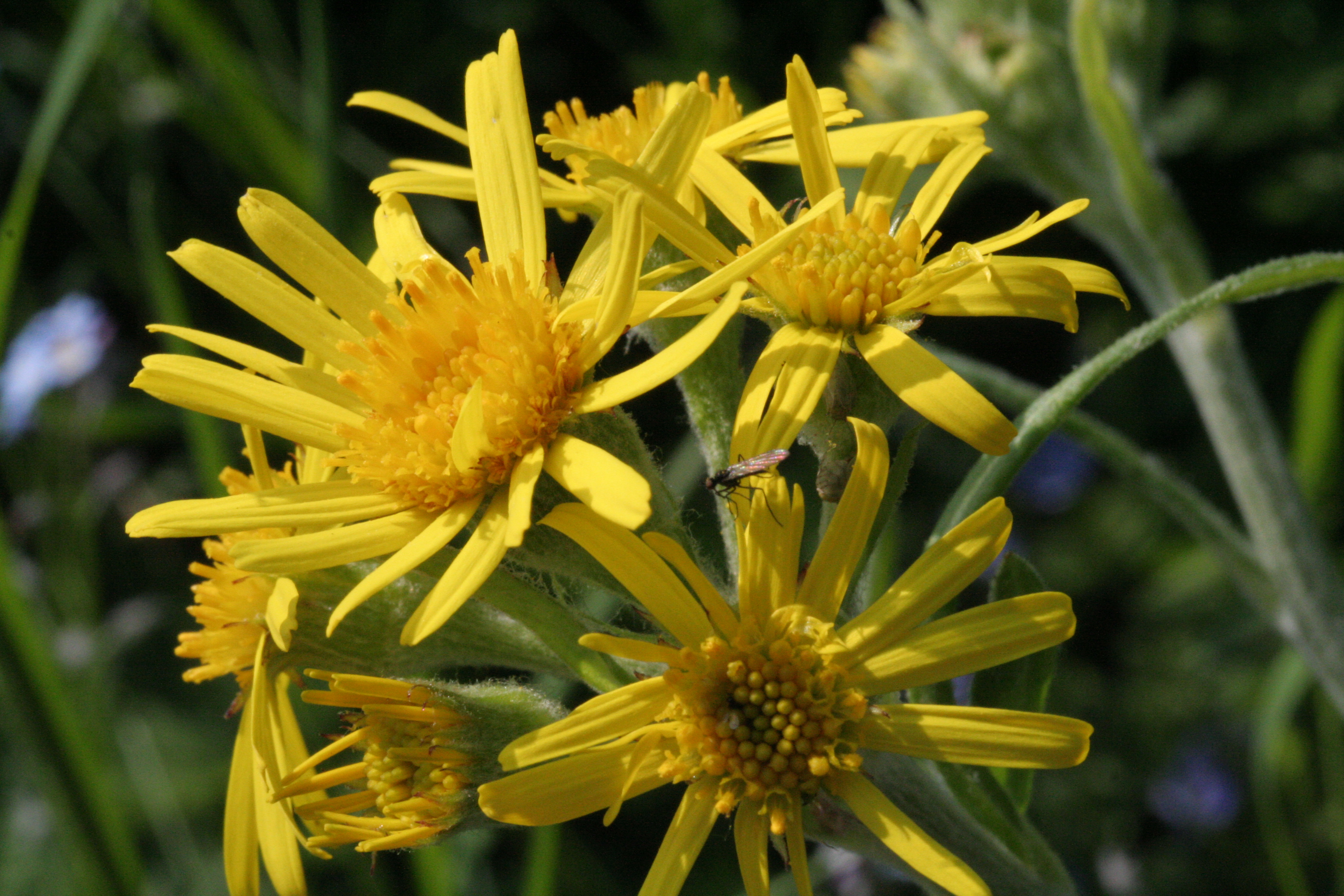
Infiorescenza di Tephroseris longifolia subsp. gaudinii

Habitus. L'altezza di queste piante varia da 1,5 a 10 dm. La forma biologica di quasi tutte le specie è emicriptofita rosulata (H ros), ossia sono piante perenni (a volte sono bienni), con gemme svernanti al livello del suolo e protette dalla lettiera o dalla neve; hanno inoltre le foglie disposte a formare una rosetta basale. Queste piante possiedono al loro interno delle sostanze chimiche quali i lattoni sesquiterpenici e alcaloidi pirrolizidinici Alcune piante alla fioritura sono glabre (o con pochi peli sparsi di tipo ragnateloso); altre invece sono lanose, ispide o fioccose.

I peli delle specie di questo genere sono di due tipi:
- (1) peli con sferza di circa 5 – 8 cellule; alla caduta della sferza i peli si riducono a 2 – 4 cellule;
- (2) peli ispidi per setole pluricellulari (ossia peli con stilo formato da 8-10 cellule sovrapposte – dopo la caduta dell'apice rimangono 6-8 cellule che formano una breve setola.

Radici. Le radici sono secondarie da rizoma.
Fusto. 
- La parte sotterranea del fusto è un rizoma.
- La parte aerea è eretta con superficie striato-angolosa. La ramosità di tipo corimboso è verso l'alto. Per ogni pianta si forma un gambo o pochi di più.

Foglie. Le foglie sono di due tipi: basali e caulinari. Quelle basali formano una rosetta. La lamina è ovata (o largamente lanceolata) e generalmente crenata. Sono picciolate (il picciolo è lungo 0,7 – 2 volte la lamina della foglia). Le foglie cauline hanno una lamina di tipo lanceolato allungata (o lineare) con base cordata; queste foglie a volte possono essere sessili. Le nervature sono pennate. Il margine è intero o dentato o seghettato. Le superiori sono semiamplessicauli. Dimensione delle foglie radicali: larghezza 2 – 3 cm; lunghezza 3 – 6 cm. Dimensione delle foglie cauline: larghezza 2 – 3 cm; lunghezza 6 – 10 cm.
Infiorescenza. Le sinflorescenze sono formate da diversi capolini (massimo 20 – 40) in formazione corimbosa che normalmente sovrastano l'apparato fogliare. La struttura dei capolini (l'infiorescenza vera e propria) è quella tipica delle Asteraceae: un peduncolo sorregge un involucro a coppa (emisferico o campanulato) composto da circa 8 - 21 brattee lineari disposte su un unico rango (raramente 2) e tutte uguali fra loro, che fanno da protezione al ricettacolo più o meno piano e nudo (senza pagliette) sul quale s'inseriscono due tipi di fiori: quelli esterni ligulati gialli (da 0 a 21) e quelli interni tubulosi (da 30 a 80) di colore giallo aranciato. Diametro dei capolini: 2 – 3 cm. Diametro dell'involucro: 8 – 12 mm. Lunghezza delle squame: 8 – 12 mm.
Fiori.  I fiori sono tetra-ciclici (formati cioè da 4 verticilli: calice – corolla – androceo – gineceo) e pentameri (calice e corolla formati da 5 elementi). Sono inoltre ermafroditi, più precisamente i fiori del raggio (quelli ligulati e zigomorfi) sono femminili; mentre quelli del disco centrale (tubulosi e actinomorfi) sono bisessuali o a volte funzionalmente maschili.
- Formula fiorale:

*/x K {\displaystyle \infty }, [C (5), A (5)], G 2 (infero), achenio
- Calice: i sepali del calice sono ridotti ad una coroncina di squame.
- Corolla: nella parte inferiore i petali della corolla sono saldati insieme e formano un tubo. In particolare le corolle dei fiori del disco centrale (tubulosi) terminano con delle fauci dilatate a raggiera con cinque brevi lobi più o meno patenti. Nella corolla dei fiori periferici (ligulati) il tubo si trasforma in un prolungamento da ligulato a filiforme, terminante più o meno con cinque dentelli. Lunghezza dei fiori ligulati: 10 – 13 mm.
- Androceo: gli stami sono 5 con dei filamenti liberi. La parte basale del collare dei filamenti è cilindrica. Le antere invece sono saldate fra di loro e formano un manicotto che circonda lo stilo. Le antere sono senza coda ("ecaudate") oppure sono sagittate o anche minutamente auricolate; a volte sono presenti delle appendici apicali che possono avere varie forme (principalmente lanceolate). La struttura delle antere è di tipo tetrasporangiato, raramente sono bisporangiate. Il tessuto endoteciale è radiale. Il polline è tricolporato (tipo "helianthoid").[16]
- Gineceo: lo stilo è unico con uno stimma profondamente bifido. Le branche stilari sono troncate o ottuse e con un ciuffo di peli alla sommità.[14] Le ramificazione (dello stilo) consistono in linee stigmatiche continue (i recettori del polline).[6] L'ovario è infero e uniloculare formato da due carpelli concrescenti e contenente un solo ovulo.

Frutti. I frutti sono degli acheni con pappo. La forma degli acheni varia da oblunga a ellittico-oblunga; la superficie è percorsa da circa 10 coste longitudinali e può essere glabra o talvolta pubescente. Non sempre il carpoforo è distinguibile. Il pappo è formato da 30 - 60 setole snelle, bianche o fulve; possono essere sia persistenti che caduche; possono inoltre essere connate alla base. Lunghezza delle setole: 10 mm.

## Biologia
Impollinazione: l'impollinazione avviene tramite insetti (impollinazione entomogama tramite farfalle diurne e notturne).

Riproduzione: la fecondazione avviene fondamentalmente tramite l'impollinazione dei fiori (vedi sopra).

Dispersione: i semi (gli acheni) cadendo a terra sono successivamente dispersi soprattutto da insetti tipo formiche (disseminazione mirmecoria). In questo tipo di piante avviene anche un altro tipo di dispersione: zoocoria. Infatti gli uncini delle brattee dell'involucro (se presenti) si agganciano ai peli degli animali di passaggio disperdendo così anche su lunghe distanze i semi della pianta. Inoltre per merito del pappo il vento può trasportare i semi anche a distanza di alcuni chilometri (disseminazione anemocora).

## Distribuzione e habitat
Le specie di questo genere sono distribuite in tutto l'emisfero settentrionale. Le aree principali di esclusione sono: USA meridionali, Africa e India e in genere Asia tropicale.
Sul territorio italiano la distribuzione di queste specie è soprattutto relativa al nord (zone alpine). L'habitat tipico delle specie di questo genere sono i prati, i boschi cedui, i terreni concimati presso le malghe.

Tutte le specie spontanee della flora italiana vivono sull'arco alpino. La tabella seguente mette in evidenza alcuni dati relativi all'habitat, al substrato e alla distribuzione delle specie alpine.
| Specie | Comunità vegetali | Piani vegetazionali         | Substrato | pH     | Livello trofico | H2O     | Ambiente    | Zona alpina                |
| --- | ----------------- | --------------------------- | --------- | ------ | --------------- | ------- | ----------- | -------------------------- |
| T. balbisiana | 11                | subalpino                   | Ca-Si     | neutro | basso           | bagnato | D1 D2 E1 G2 | CN TO                      |
| T. crispa | 11                | subalpino montano           | Ca-Si     | neutro | medio           | umido   | D1 D2 F3 G2 | UD?                        |
| T. integrifolia subsp. aurantiaca | 11                | montano collinare           | Ca-Si     | acido  | medio           | medio   | F3 F7       | CO                         |
| T. integrifolia subsp. capitata | 10                | alpino subalpino            | Ca        | basico | basso           | secco   | F5          | IM CN CO NO BG             |
| T. integrifolia subsp. integrifoglia | 9                 | subalpino montano collinare | Ca        | basico | basso           | secco   | F2          | IM SV CN CO                |
| T. longifolia subsp. gaudinii | 11                | subalpino                   | Ca-Ca/Si  | basico | alto            | medio   | B4 F3 G2    | VC NO CO BG SO BS TN BZ BL |
| T. longifolia subsp. longifolia | 11                | subalpino montano           | Ca-Ca/Si  | neutro | alto            | medio   | F6 G4       | UD PN                      |
| T. longifolia subsp. pseudocrispa | 11                | subalpino montano           | Ca-Ca/Si  | neutro | medio           | umido   | D1 D2 F3 G2 | UD PN                      |
| Legenda e note alla tabella. Substrato con “Ca/Si” si intendono rocce di carattere intermedio (calcari silicei e simili); vengono prese in considerazione solo le zone alpine del territorio italiano (sono indicate le sigle delle province). Comunità vegetali: 9 = comunità a emicriptofite e camefite delle praterie rase magre secche; 10 = comunità delle praterie rase dei piani subalpino e alpino con dominanza di emicriptofite; 11 = comunità delle macro- e megaforbie terrestri Ambienti: B4 = riposi del bestiame; D1 = sorgenti e cadute d'acqua; D2 = bordi dei ruscelli; E1 = paludi e torbiere basse; F2 = praterie rase, prati e pascoli dal piano collinare al subalpino; F3 = prati e pascoli mesofili e igrofili; F5 = praterie rase subalpine e alpine; F6 = vallette nivali; F7 = margini erbacei dei boschi; G2 = praterie rase dal piano collinare a quello alpino; G4 = arbusteti e margini dei boschi |                   |                             |           |        |                 |         |             |                            |

Nota: le sottospecie gaudinii e pseudocrispa della specie Tephroseris longifolia sono considerate da alcune checklist sinonimi di Tephroseris longifolia.

## Tassonomia
La famiglia di appartenenza di questa voce (Asteraceae o Compositae, nomen conservandum) probabilmente originaria del Sud America, è la più numerosa del mondo vegetale, comprende oltre 23.000 specie distribuite su 1.535 generi, oppure 22.750 specie e 1.530 generi secondo altre fonti (una delle checklist più aggiornata elenca fino a 1.679 generi). La famiglia attualmente (2021) è divisa in 16 sottofamiglie; la sottofamiglia Asteroideae è una di queste e rappresenta l'evoluzione più recente di tutta la famiglia.
Il genere Tephroseris contiene più o meno 40 specie distribuite in tutto il mondo (Europa – Asia – America del nord) ma con habitat in preferenza situati in zone temperate. La quasi totalità delle specie italiane di questo genere derivano dal genere Senecio (nella ”Flora d'Italia” di Sandro Pignatti, prima edizione del 1980, venivano considerate come Gruppo di Senecio gaudinii all'interno del genere Senecio). Le specie di Tephroseris si distinguono soprattutto per le brattee dell'involucro: sono presenti solamente le brattee interne, allungate e disposte su una sola serie (sono assenti quindi le brattee esterne formanti il calice basale esterno all'involucro); anche l'infiorescenza è abbastanza caratteristica: è di tipo corimboso-ombrelliforme con una ramosità breve e posizionata molto in alto.

### Filogenesi
Il genere di questa voce appartiene alla sottotribù Tussilagininae della tribù Senecioneae (una delle 21 tribù della sottofamiglia Asteroideae). La sottotribù descritta in tempi moderni da Bremer (1994), dopo le analisi di tipo filogenetico sul DNA del plastidio (Pelser et al., 2007) è risultata parafiletica con le sottotribù Othonninae e Brachyglottidinae annidiate al suo interno. Attualmente con questa nuova circoscrizione la sottotribù Tussilagininae s.s. risulta suddivisa in quattro subcladi.
Il genere di questa voce appartiene al subclade chiamato "L-C-P" (complesso Ligularia-Cremanthodium Parasenecio Liu et al., 2006) formato da una decina di generi in gran parte asiatici non tutti monofiletici. In particolare il genere di questa voce fa parte della sottotribù informale Tephroseridinae Jeffrey & Chen, 1984 composta dai generi Nemosenecio, Sinosenecio e Tephroseris. Questo assemblaggio, nidificato all'interno del complesso L-C-P, si presenta con un elevato supporto dalle analisi filogenetiche del DNA del ITS (Internal Transcribed Spacer) e del DNA del plastidio. All'interno del gruppo Tephroseris è in posizione "basale" e con gli altri due generi forma un "gruppo fratello".
l cladogramma seguente, tratto dallo studio citato e semplificato, mostra una possibile configurazione filogenetica del gruppo (il cladogramma deriva dalle analisi del DNA dei plastidi; un cladogramma lievemente diverso si ottiene dalle analisi dal DNA del nucleo dei ribosomi).
|  | Tephroseris                                                 |
|  |                                                             |
|  | \| \| Nemosenecio \| \| \| \| \| \| Sinosenecio \| \| \| \| |
|  |                                                             |
|  | Nemosenecio                                                 |
|  |                                                             |
|  | Sinosenecio                                                 |
|  |                                                             |

|  | Nemosenecio |
|  |             |
|  | Sinosenecio |
|  |             |

|  | Tephroseris                                                 |
|  |                                                             |
|  | \| \| Nemosenecio \| \| \| \| \| \| Sinosenecio \| \| \| \| |
|  |                                                             |
|  | Nemosenecio                                                 |
|  |                                                             |
|  | Sinosenecio                                                 |
|  |                                                             |

|  | Nemosenecio |
|  |             |
|  | Sinosenecio |
|  |             |

|  | Tephroseris                                                 |
|  |                                                             |
|  | \| \| Nemosenecio \| \| \| \| \| \| Sinosenecio \| \| \| \| |
|  |                                                             |
|  | Nemosenecio                                                 |
|  |                                                             |
|  | Sinosenecio                                                 |
|  |                                                             |

|  | Nemosenecio |
|  |             |
|  | Sinosenecio |
|  |             |

|  | Tephroseris                                                 |
|  |                                                             |
|  | \| \| Nemosenecio \| \| \| \| \| \| Sinosenecio \| \| \| \| |
|  |                                                             |
|  | Nemosenecio                                                 |
|  |                                                             |
|  | Sinosenecio                                                 |
|  |                                                             |

|  | Nemosenecio |
|  |             |
|  | Sinosenecio |
|  |             |

|  | Tephroseris                                                 |
|  |                                                             |
|  | \| \| Nemosenecio \| \| \| \| \| \| Sinosenecio \| \| \| \| |
|  |                                                             |
|  | Nemosenecio                                                 |
|  |                                                             |
|  | Sinosenecio                                                 |
|  |                                                             |

|  | Nemosenecio |
|  |             |
|  | Sinosenecio |
|  |             |

|  | Tephroseris                                                 |
|  |                                                             |
|  | \| \| Nemosenecio \| \| \| \| \| \| Sinosenecio \| \| \| \| |
|  |                                                             |
|  | Nemosenecio                                                 |
|  |                                                             |
|  | Sinosenecio                                                 |
|  |                                                             |

|  | Nemosenecio |
|  |             |
|  | Sinosenecio |
|  |             |

|  | Tephroseris                                                 |
|  |                                                             |
|  | \| \| Nemosenecio \| \| \| \| \| \| Sinosenecio \| \| \| \| |
|  |                                                             |
|  | Nemosenecio                                                 |
|  |                                                             |
|  | Sinosenecio                                                 |
|  |                                                             |

|  | Nemosenecio |
|  |             |
|  | Sinosenecio |
|  |             |

|  | Tephroseris                                                 |
|  |                                                             |
|  | \| \| Nemosenecio \| \| \| \| \| \| Sinosenecio \| \| \| \| |
|  |                                                             |
|  | Nemosenecio                                                 |
|  |                                                             |
|  | Sinosenecio                                                 |
|  |                                                             |

|  | Nemosenecio |
|  |             |
|  | Sinosenecio |
|  |             |

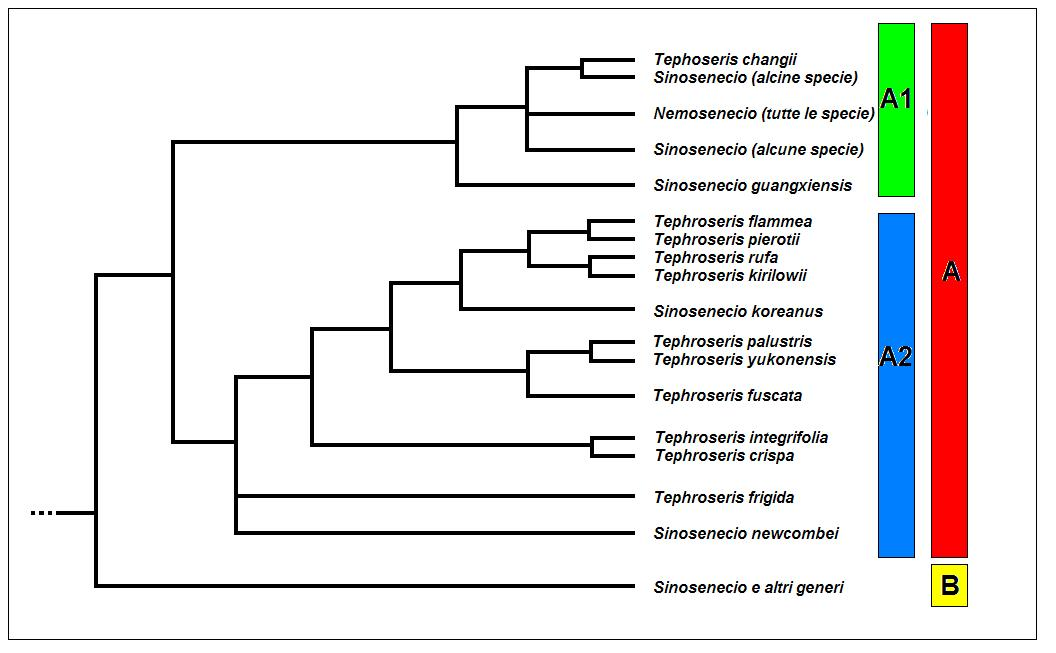
Cladogramma del genere

Le specie di questo genere sono poco variabili e mal circoscritte. La nomenclatura è complessa e la struttura di questo genere non è ancora ben definita (il trattamento tassonomico attuale è da considerarsi ancora provvisorio). Come è stato già accennato sopra la maggior parte degli studi fino a pochi anni fa trattavano queste specie all'interno del più vasto genere Senecio. È da poco quindi che si è incominciato a circoscrivere il genere Tephroseris. Tuttavia alcuni recenti studi hanno dimostrato che Tephoseris non è monofletico e insieme ad altri due generi (Sinosenecio e Nemosenecio) forma un gruppo probabilmente monofiletico ma all'interno variamente nidificato. In questo gruppo, nel quale solamente il genere Nemosenecio è monofiletico, sono stati individuati 2 cladi principali (A e B) e due secondari (A1 e B1). Le specie del genere Tephroseris in base alle analisi filogenetiche di questo studio risultano distribuite nei due sottocladi A1 e A2, anche se una maggiore concentrazione è presente in A2, confermando così la parafilia del genere (vedi cladogramma a lato tratto dallo studio citato e semplificato). Lo stesso studio conclude che si richiedono ulteriori indagini per chiarire i vari rapporti sia tra i tre generi che all'interno di ogni genere.
I caratteri distintivi del genere  Tephroseris sono:
- le foglie basali a volte formano un tappeto;
- i piccioli delle foglie maggiori sono alati;
- l'involucro non ha il calice esterno basale.

Il numero cromosomico delle specie di questo genere è: 2n = 18, 26, 18, 34, 36, 40, 44, 46, 50, 64, 72, 80, e da 90 a 104 .

### Elenco delle specie
Questo genere ha 44 specie:
- Tephroseris adenolepis C.Jeffrey & Y.L.Chen, 1984
- Tephroseris balbisiana (DC.) Holub, 1973
- Tephroseris cladobotrys (Ledeb.) Griseb. & Schenk, 1852
- Tephroseris crassifolia  Griseb. & Schenk
- Tephroseris crispa  (Jacq.) Rchb.
- Tephroseris flammea (Turcz. ex DC.) Holub, 1973
- Tephroseris frigida (Richardson) Holub, 1973
- Tephroseris furusei  (Kitam.) B.Nord.
- Tephroseris gurensis  Barkalov
- Tephroseris helenitis (L.) B.Nord., 1978
- Tephroseris hieraciiformis (Kom.) Czerep, 1995
- Tephroseris integrifolia (L.) Holub, 1973
- Tephroseris jacutica (Schischk.) Holub, 1973
- Tephroseris kawakamii  (Makino) Holub
- Tephroseris kirilowii (Turcz. ex DC.) Holub, 1977
- Tephroseris kjellmanii (A.E.Porsild) Holub, 1973
- Tephroseris koreana  (Kom.) B.Nord. & Pelser
- Tephroseris lindstroemii (Ostenf.) A. Love & D. Löve, 1975
- Tephroseris longifolia (Jacq.) Griseb. & Schenk, 1852
- Tephroseris newcombei  (Greene) B.Nord. & Pelser
- Tephroseris ochotensis  Barkalov
- Tephroseris palustris (L.) Rchb., 1842
- Tephroseris papposa (Rchb.) Schur, 1866
- Tephroseris phaeantha (Nakai) C.Jeffrey & Y.L.Chen, 1984
- Tephroseris pierotii (Miq.) Holub, 1973
- Tephroseris porphyrantha  (Schischk.) Holub
- Tephroseris praticola (Schischk. & Serg.) Holub, 1973
- Tephroseris pricei  (N.D.Simpson) Holub
- Tephroseris pseudoaurantiaca (Kom.) Czerep., 1994
- Tephroseris pseudosonchus (Vaniot) C.Jeffrey & Y.L.Chen, 1984
- Tephroseris pyroglossa (Kar. & Kir.) Holub
- Tephroseris rufa (Hand.-Mazz.) B.Nord., 1978
- Tephroseris schistosa (Kharkev.) Czerep., 1995
- Tephroseris sichotensis  (Kom.) Holub
- Tephroseris stolonifera (Cufod.) Holub, 1973
- Tephroseris subdentata (Bunge) Holub, 1973
- Tephroseris subfrigida  (Kom.) Holub
- Tephroseris subscaposa (Kom.) Czerep., 1994
- Tephroseris sukaczevii  (Schischk.) Holub
- Tephroseris taitoensis (Hayata) Holub, 1973
- Tephroseris takedana  (Kitam.) Holub
- Tephroseris turczaninovii (DC.) Holub, 1973
- Tephroseris vereszczaginii  (Schischk. & Serg.) Holub
- Tephroseris yukonensis (A.E.Porsild) Holub, 1973

### Specie della flora italiana
L’elenco seguente utilizza in parte il sistema delle chiavi analitiche (vengono cioè indicate solamente quelle caratteristiche utili a distingue un taxon dall'altro):
- 1A: il picciolo delle foglie basali è più lungo della lamina;

- 2A: la lunghezza delle foglie basali non supera i 20 cm;

Aggregato di Tephroseris tenuifolia (vedi più avanti).
- 2B: la lunghezza delle foglie basali supera i 20 cm;

Tephroseris balbisiana (DC.) Holub - Senecione di Balbis: l'altezza di queste piante varia da 3 – 10 dm; il ciclo biologico è perenne; la forma biologica è emicriptofita rosulata (H ros); il tipo corologico è Sub-Endemico; l'habitat tipico per queste piante sono i prati umidi montani; la distribuzione sul territorio italiano è relativa al Piemonte e alla Liguria fino ad una altitudine compresa tra 1.500 e 2.100 m s.l.m..
- 1B: il picciolo delle foglie basali è lungo più o meno come la lamina;

Aggregato di Tephroseris integrifolia  (vedi più avanti).

#### Aggregato diTephroseris tenuifolia
Questo gruppo è individuato dai seguenti caratteri: le foglie hanno una lanosità densa (uguale sulle due facce) e un picciolo non molto grande, le foglie basali possono essere appressate al suolo e sono preesistenti alla fioritura, le foglie cauline sono poche e ridotte e alcune parti della pianta sono ghiandolose.
- 1A: gli acheni sono densamente pelosi: le brattee dell'involucro sono 13 e sono verdi; le sinflorescenze sono formate da densi corimbi di capolini;

Tephroseris helenitis  (L.) B.Nord. - Senecione di Gaudin: l'altezza di queste piante varia da 4 – 6 dm; il ciclo biologico è perenne; la forma biologica è emicriptofita rosulata (H ros); il tipo corologico è Endemico Est-Alpico; l'habitat tipico per queste piante sono i pendii aridi e le boscaglie; sul territorio italiano è una specie comune e la distribuzione è relativa alle Alpi orientali fino ad una altitudine compresa tra 1.000 e 2.300 m s.l.m.. Nella "Flora d'Italia" (ed. 2018) questa specie è denominata Tephroseris tenuifolia (Gaudin) Holub.
- 1B: gli acheni sono glabri: le brattee dell'involucro sono 21 e sono purpuree all'apice; le sinflorescenze sono formate da lassi corimbi di capolini;

Tephroseris longifolia (Jacq.) Griseb. & Schenk  - Senecione dell'Obir: l'altezza di queste piante varia da 2 a 6 dm; il ciclo biologico è perenne; la forma biologica è emicriptofita rosulata (H ros); il tipo corologico è Endemico – Est Alpino Dinarico; l'habitat tipico per queste piante sono i prati aridi montani; la distribuzione sul territorio italiano è relativa ai Friuli-Venezia Giulia fino ad una altitudine compresa tra 200 e 1.800 m s.l.m..
Nella "Flora d'Italia" (ed. 2018) a questo aggregato sono associate altre tre entità alcune considerate da altre checklist dei sinonimi:
Tephroseris pseudocrispa (Fiori) Holub  (sinonimo di T. longifolia) - Senecione di Cividale: le foglie basali hanno una forma da ovato-cordata a cordata. L'altezza di queste piante varia da 5 – 9 dm; il ciclo biologico è perenne; la forma biologica è emicriptofita rosulata (H ros); il tipo corologico è Sub-Endemico; l'habitat tipico per queste piante sono i prati aridi e le boscaglie; la distribuzione sul territorio italiano è relativa al Friuli-Venezia Giulia fino ad una altitudine compresa tra 100 e 1.000 m s.l.m..
Tephroseris italica Holub  (sinonimo di T. longifolia) - Senecione toscano: le foglie alla fioritura hanno una lanosità persistente sulla pagina inferiore. L'altezza di queste piante varia da 3 – 6 dm; il ciclo biologico è perenne; la forma biologica è emicriptofita rosulata (H ros); il tipo corologico è Endemico Appenninico; l'habitat tipico per queste piante sono le selve e i prati; la distribuzione sul territorio italiano è relativa all'Appennino settentrionale fino ad una altitudine compresa tra 700 e 1.800 m s.l.m..
Tephroseris crispa (Jacq.) Rchb. - Senecio crespo: le foglie basali hanno una lamina ondulata sui bordi con picciolo alato e gli acheni sono glabri. L'altezza di queste piante varia da 2 – 6 dm; il ciclo biologico è perenne; la forma biologica è emicriptofita rosulata (Hros); il tipo corologico è Nord Est Alpico - Carpatico; l'habitat tipico per queste piante sono i prati umidi; la distribuzione sul territorio italiano è relativa alla parte più orientale dei Friuli.

#### Aggregato diTephroseris integrifolia
Questo gruppo è individuato dai seguenti caratteri: la lanosità delle foglie non è molto densa e poco diversa tra le due facce, il picciolo è più piccolo della lamina e le foglie basali sono più lunghe di 20 cm.
- 1A: le foglie sono più o meno pubescenti (non lanose);

- 2A: le brattee involucrali all'apice sono arrossate; il colore dei fiori ligulati è aranciato (o rossastro);

Tephroseris integrifolia subsp. aurantiaca (Hoppe) B.Nord. ex Greuter - Senecione arancione: l'altezza di queste piante varia da 2 – 5 dm; il ciclo biologico è perenne; la forma biologica è emicriptofita rosulata (H ros); il tipo corologico è Orofita Sud Est Europeo'; l'habitat tipico per queste piante sono i prati aridi e le boscaglie; la distribuzione sul territorio italiano è discontinua tra nord e sud fino ad una altitudine compresa tra 500 e 1.500 m s.l.m.. Nella "Flora d'Italia" (ed. 2018) questa specie è denominata Tephroseris aurantiaca (Willd.) Griseb. & Schrenk.
- 2B: le brattee involucrali sono verdi; il colore dei fiori ligulati è giallo o dorato;

Tephroseris integrifolia (L.) Holub  subsp. integrifolia - Senecione rosulato: le foglie basali sono progressivamente ristrette alla base. L'altezza di queste piante varia da 3 – 6 dm; il ciclo biologico è perenne; la forma biologica è emicriptofita rosulata (H ros); il tipo corologico è Circum – Alpico - Alpino; l'habitat tipico per queste piante sono i prati aridi montani; la distribuzione sul territorio italiano è relativa all'Appennino centrale fino ad una altitudine compresa tra 500 e 2.000 m s.l.m..
- 1B: le foglie sono bianco-tomentose o bianco-lanose con pelosità persistente;

Tephroseris integrifolia subsp. capitata (Wahlenb.) B.Nord. - Senecione capitato: l'altezza di queste piante varia da 1,5 – 3 dm; il ciclo biologico è perenne; la forma biologica è emicriptofita rosulata (H ros); il tipo corologico è Orofita – Sud Est Europeo; l'habitat tipico per queste piante sono i pascoli e i pendii aridi; in Italia è una specie rara e si trova fino ad una altitudine compresa tra 1.500 e 2.400 m s.l.m.. Nella "Flora d'Italia" (ed. 2018) questa specie è denominata Tephroseris capitata (Wahlenb.) Griseb. & Schrenk.

### Sinonimi
Sono elencati alcuni sinonimi per questa entità:
- Heloseris Rchb. ex Steud., 1840

## Alcune specie del genere

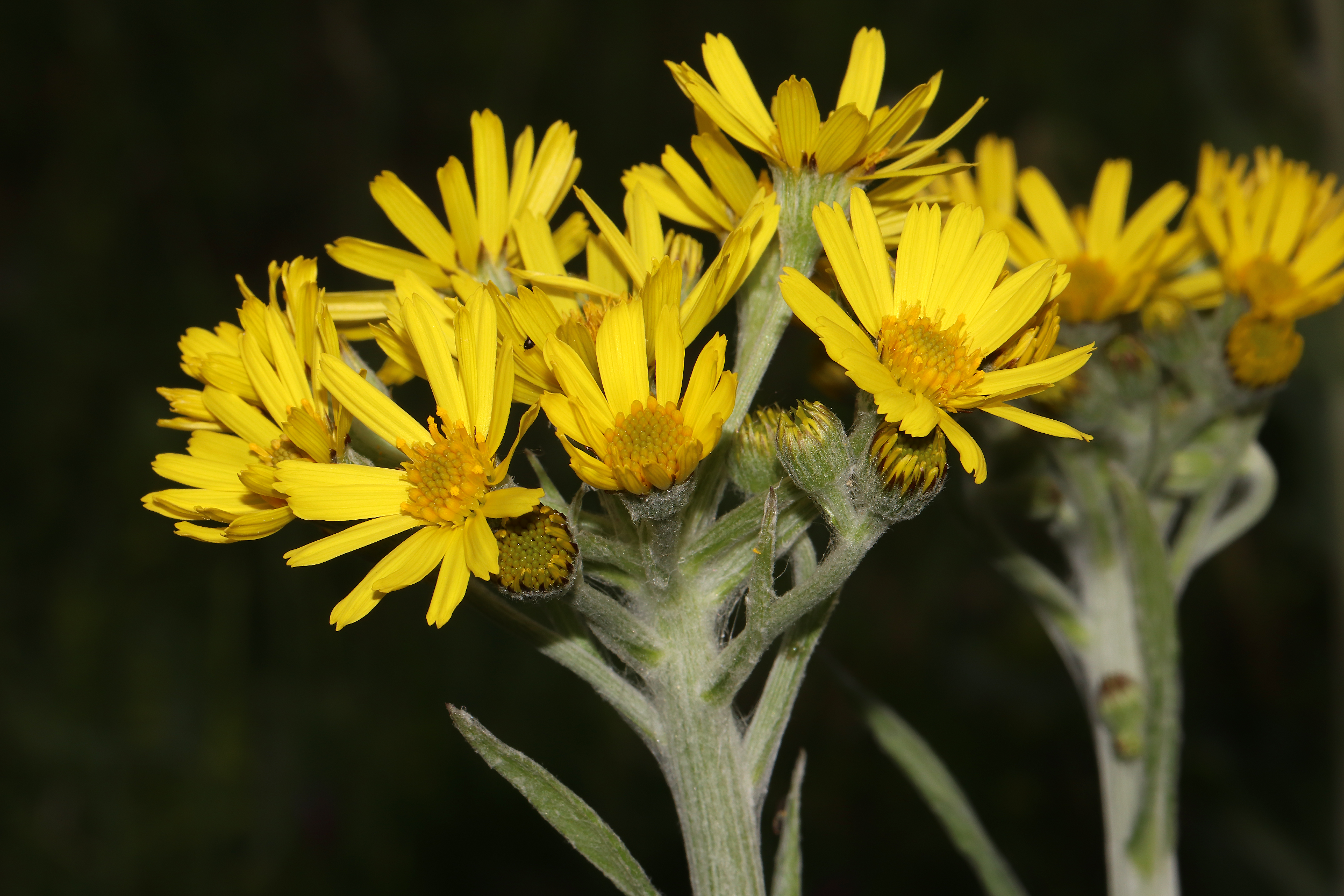
Tephroseris balbisiana
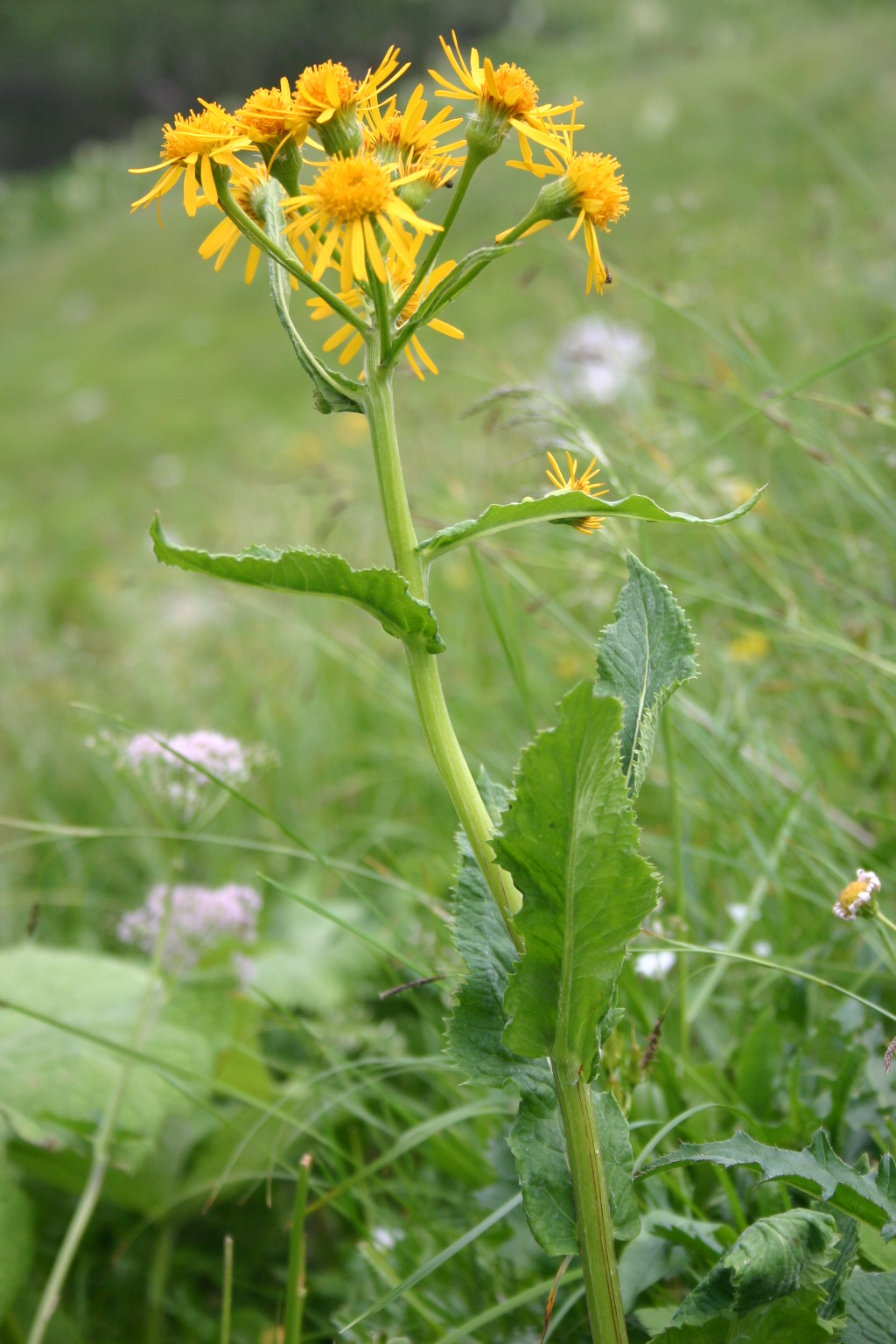
Tephroseris crispa
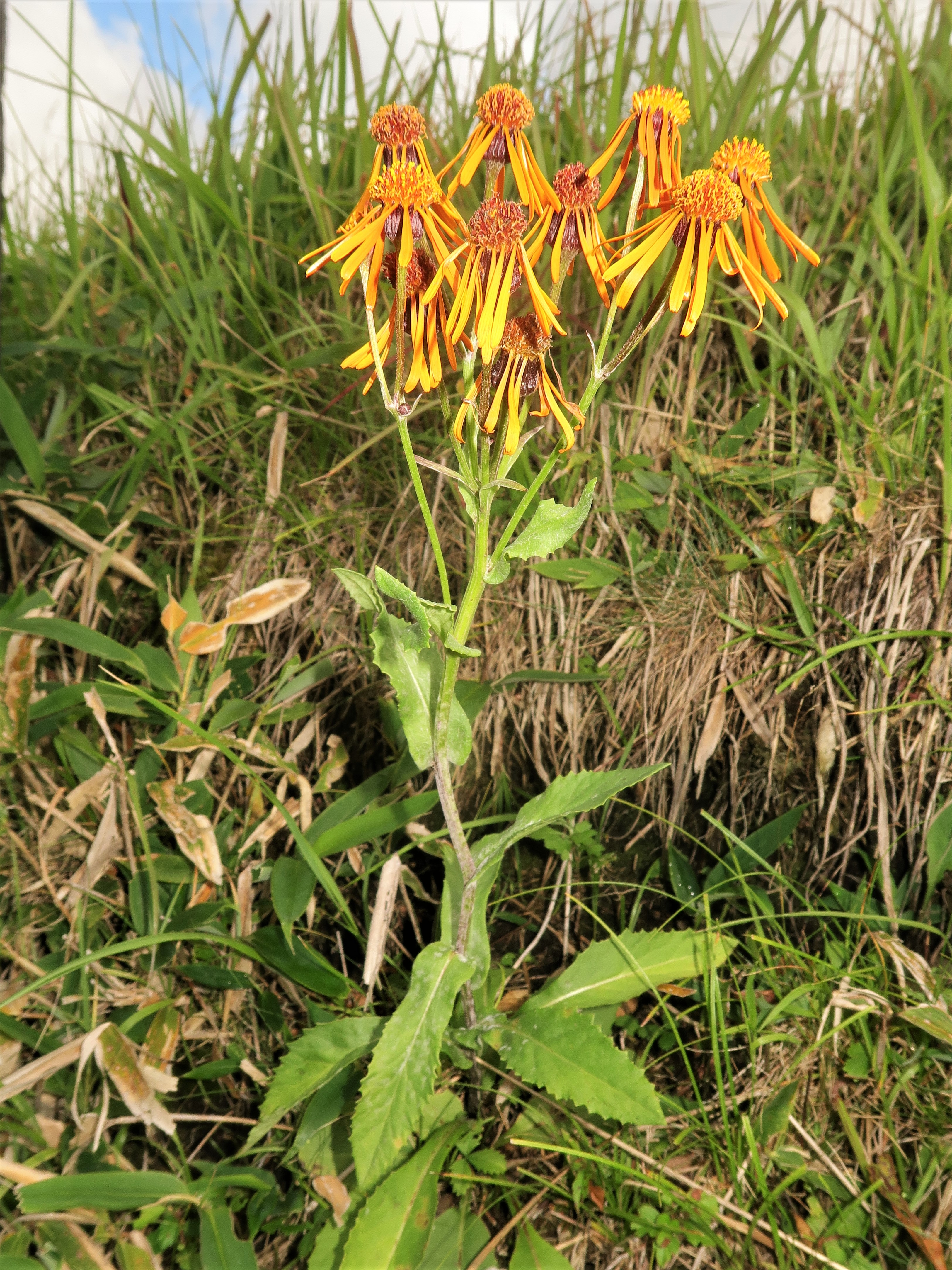
Tephroseris flammea
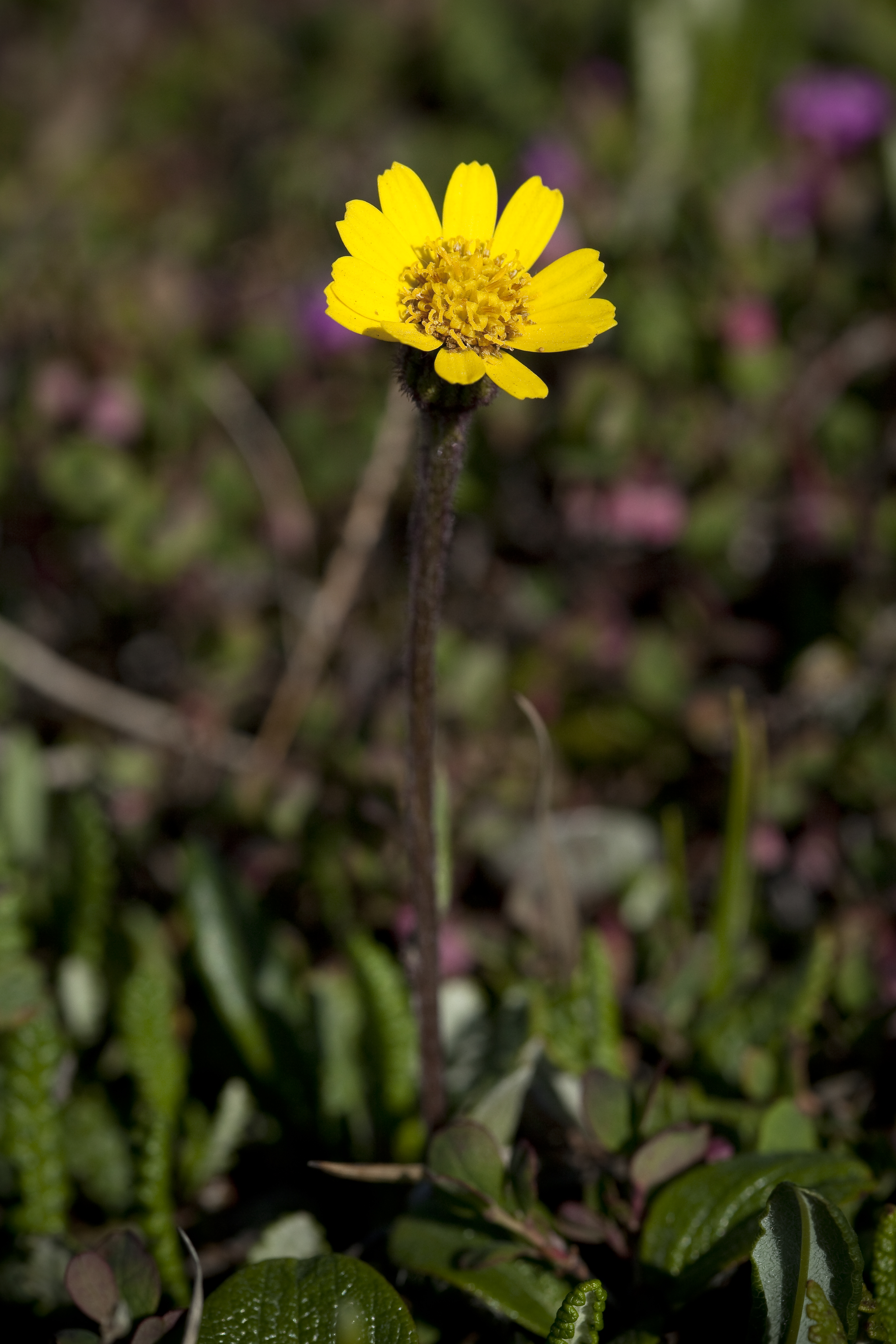
Tephroseris frigida
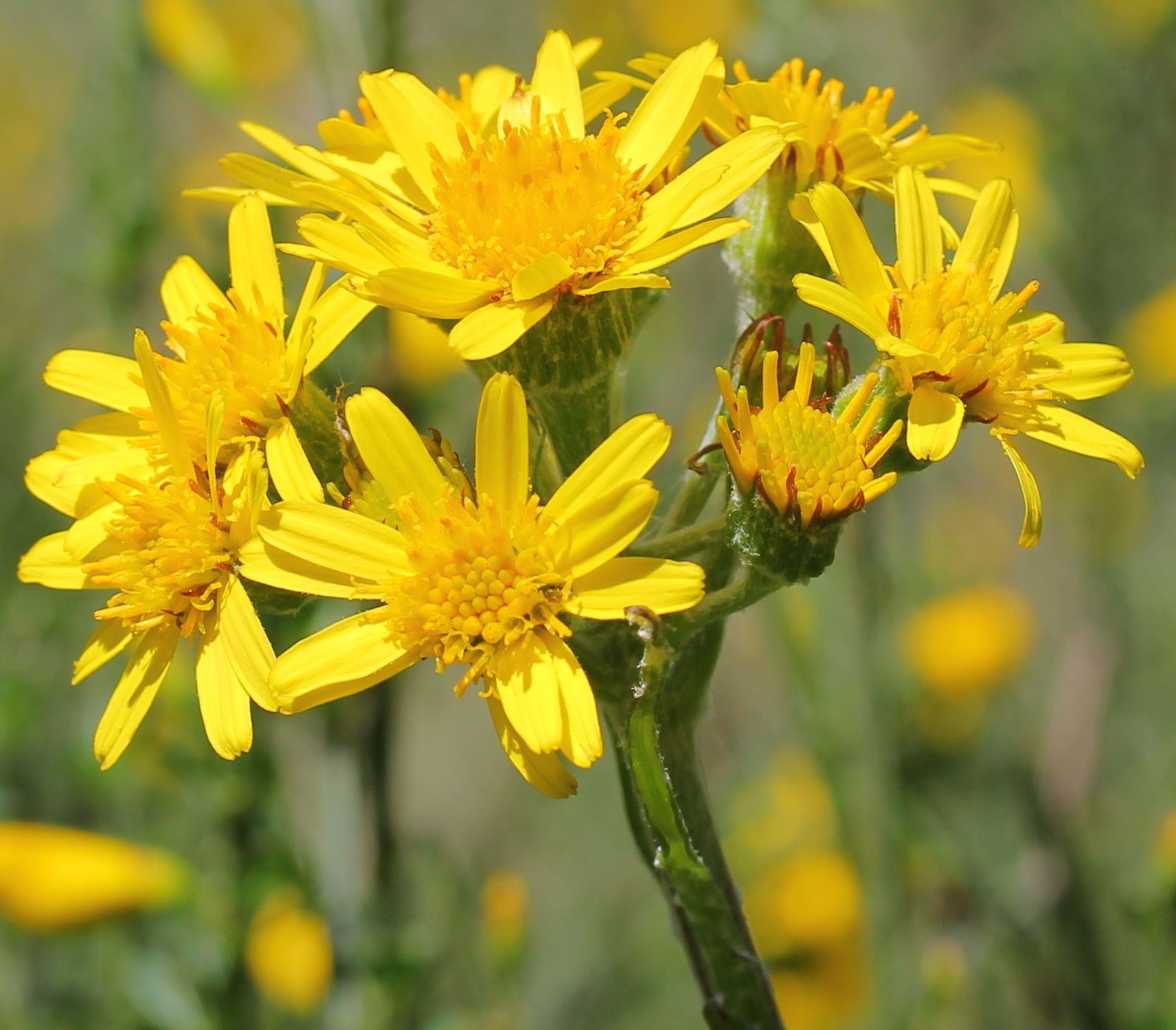
Tephroseris helenitis
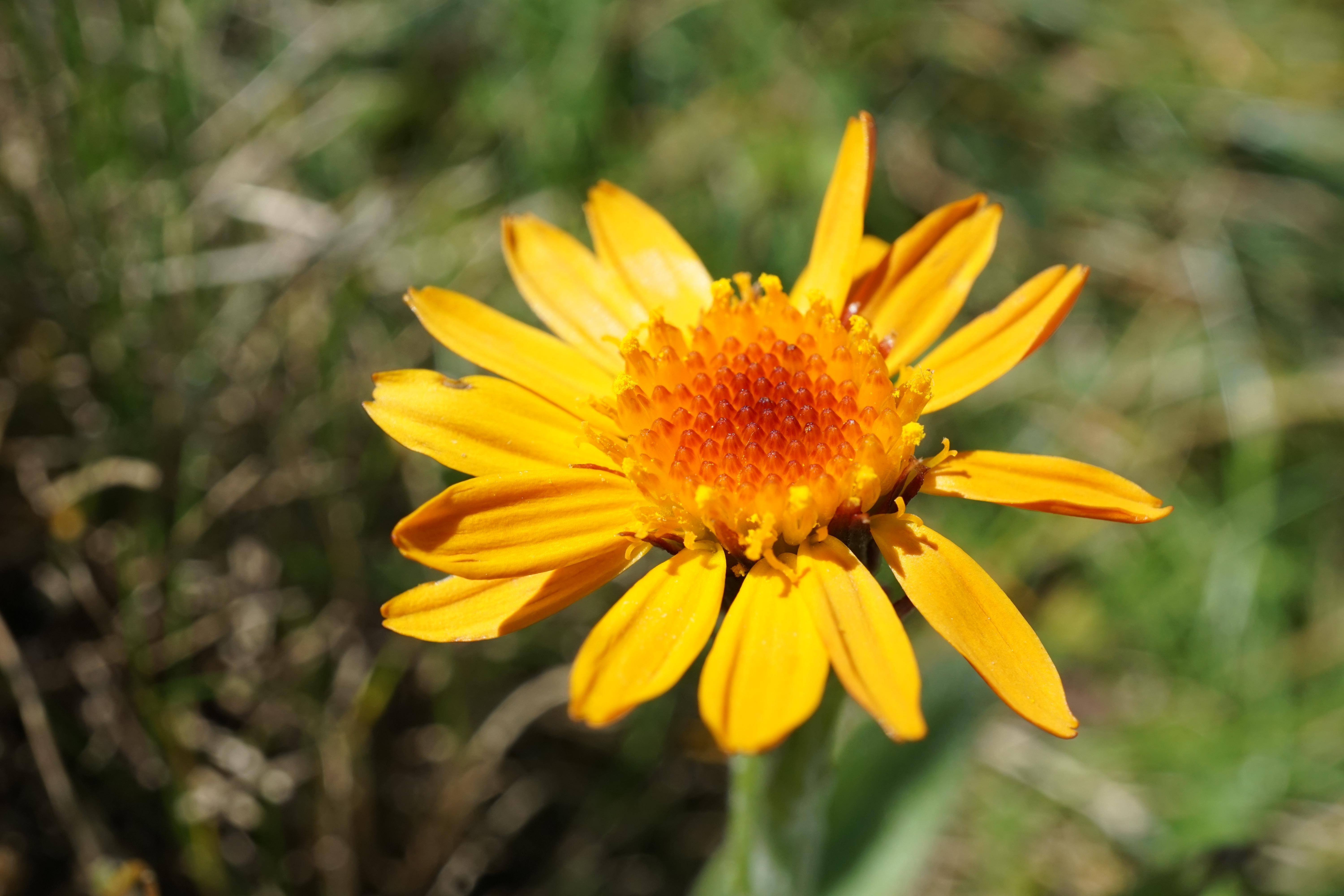
Tephroseris integrifolia
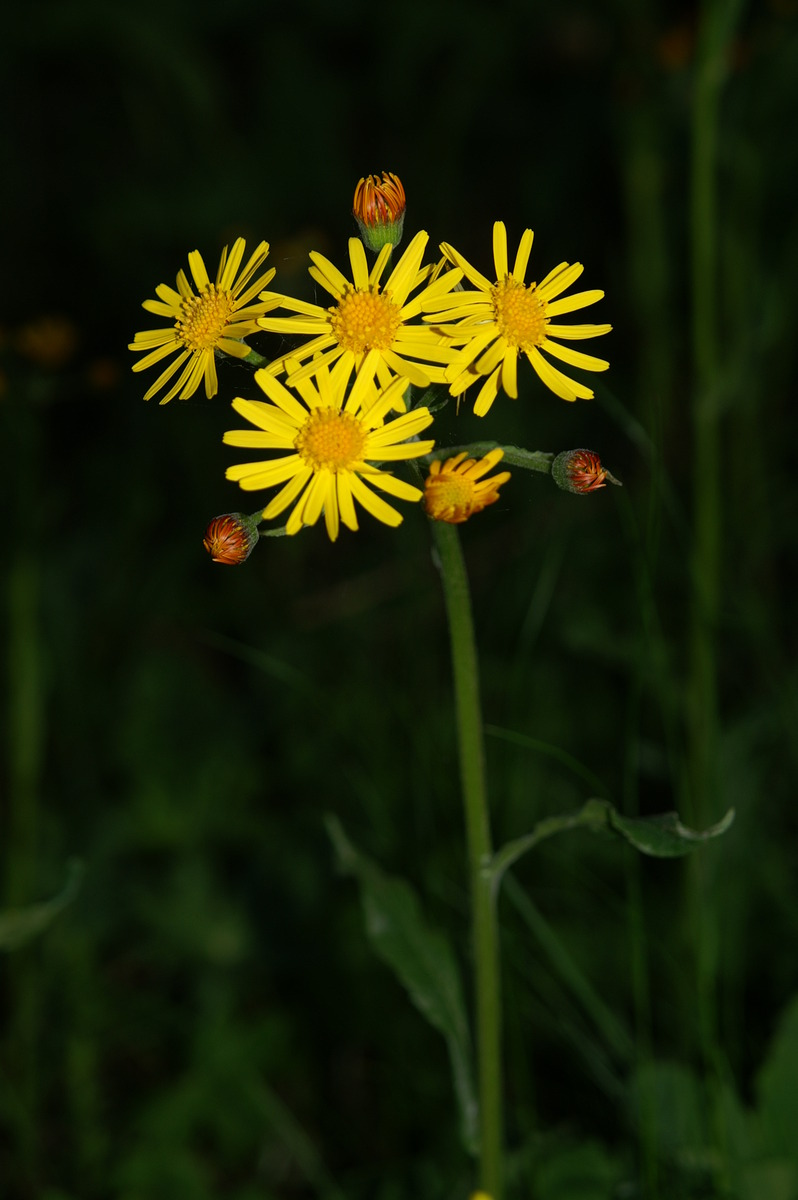
Tephroseris longifolia
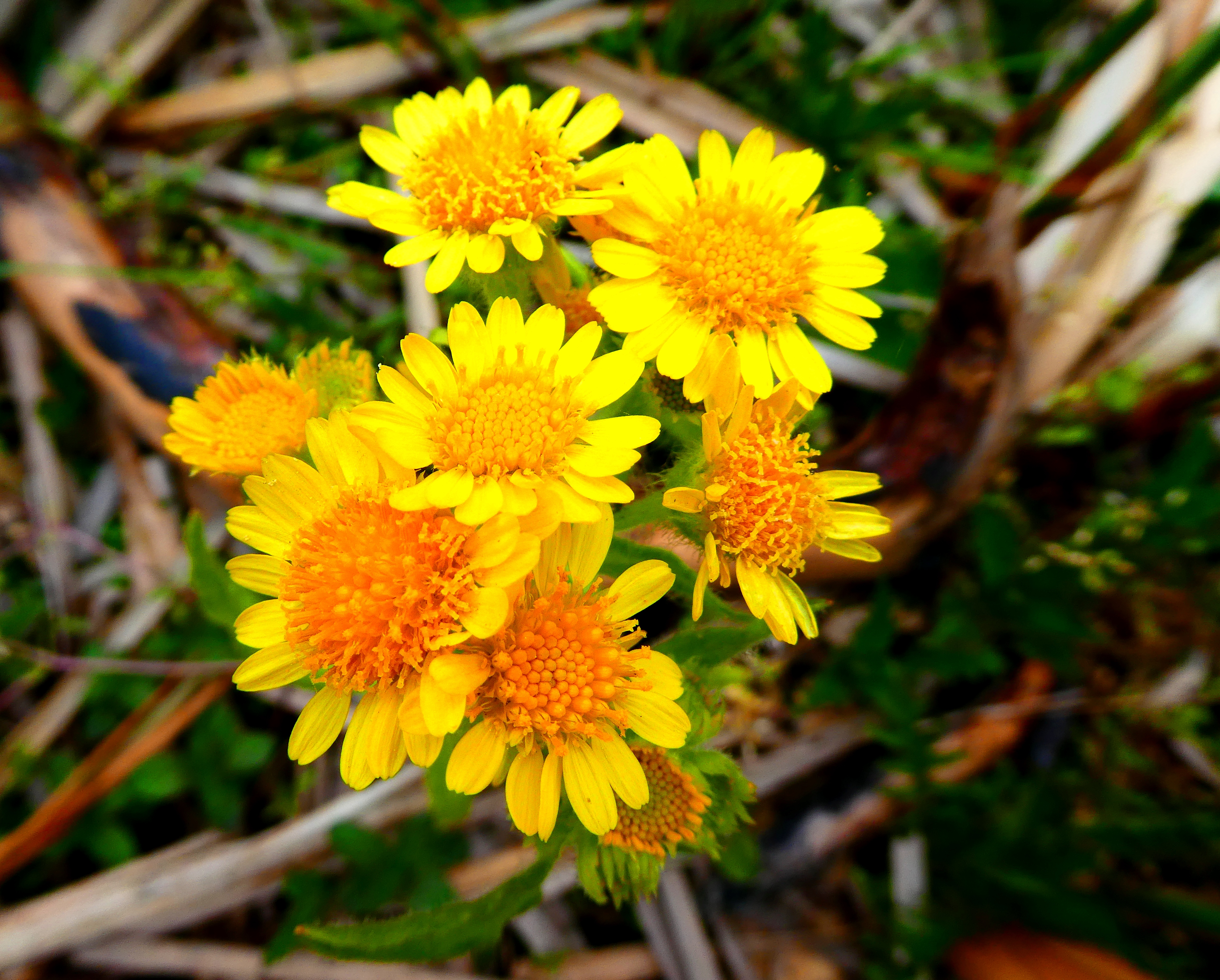
Tephroseris palustris
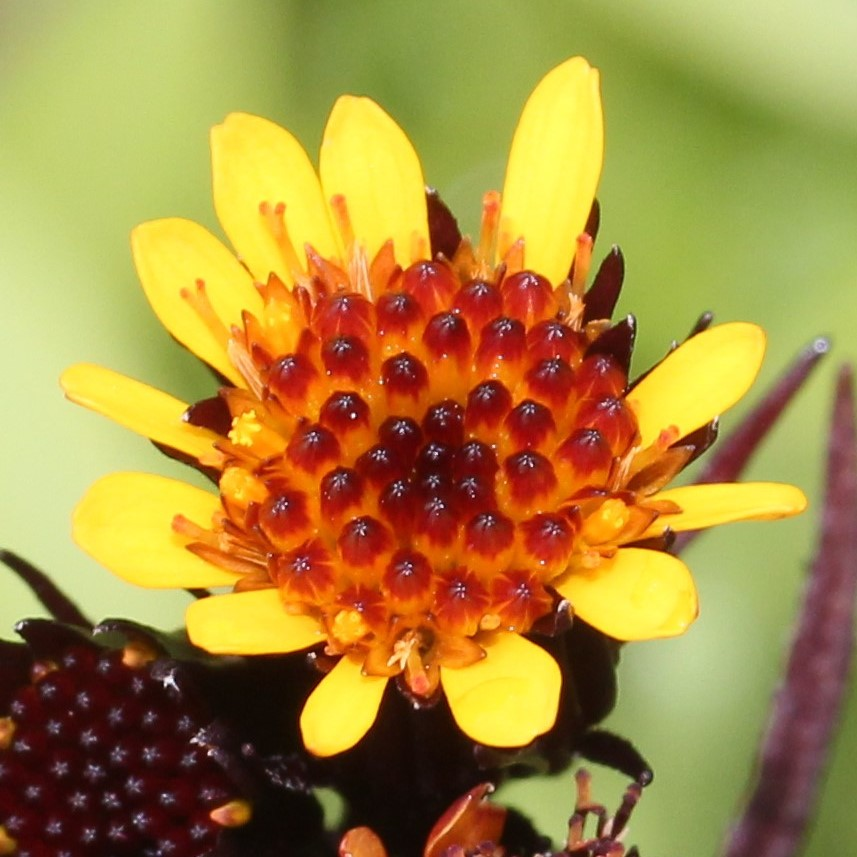
Tephroseris takedana